# Synagoge (Heppenheim an der Wiese)

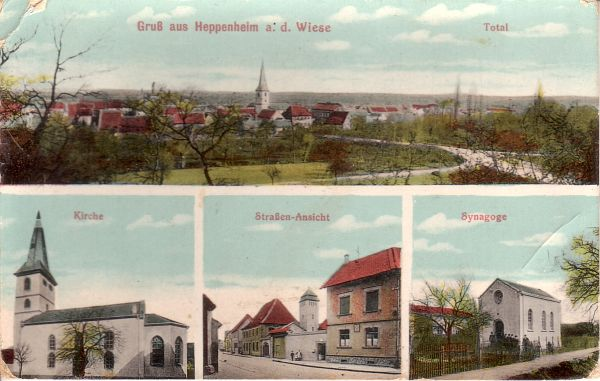
Ansichtskarte von Heppenheim mit Synagoge (unten rechts)

Die Synagoge in Heppenheim an der Wiese, heute einem Stadtteil von Worms in Rheinland-Pfalz, wurde 1911 errichtet. Die Synagoge stand in der Dorfgrabenstraße 103.

## Geschichte
Seit 1908 stand die zuletzt von der evangelischen Kirche genutzte, 1847 erbaute Synagoge der jüdischen Gemeinde in Horchheim leer. Im Jahr 1911 kaufte die jüdischen Gemeinde in Heppenheim dieses Synagogengebäude für 2.000 Mark. Das Bauwerk wurde abgebrochen und das gesamte brauchbare Material nach Heppenheim gebracht. Die feierliche Einweihung der Synagoge fand am 17./18. November 1911 statt. 
Beim Novemberpogrom 1938 wurde die Synagoge niedergebrannt und wenig später abgebrochen. Das Grundstück ging in Privateigentum über und ist heute neu bebaut.